# Кастусьов Григорій Андрійович
Григо́рій Андрі́йович Кастусьо́в (або Костусьов) (біл. Рыго́р Андрэ́евіч Кастусё́ў; *17 квітня 1957, Цяхнін, Могильовська область) — білоруський політичний діяч, голова Могильовської обласної Коаліції демократичних сил.

## Біографія
Закінчивши Цяхнінську середню школу, 1974 року став працювати робітником радгоспу «Друць».
Після військової служби (1975—1977) та навчання в Білоруській сільськогосподарській академії (1977—1982) повернувся до свого радгоспу як завідувач майстерні, а згодом з 1983 — як головний інженер. 1988 року його було обрано на посаду директора радгоспу «Іскра». 1991 року Кастусьова було переведено на роботу до Шклова, спочатку головним механіком МПМК-283, а з 1995 року — директором Шкловського районного виробничого об'єднання ЖКГ, де працював до 2001 року. Змушений був покинути посаду під тиском влади після президентських виборів 2001 року через роботу в командах опозиційних кандидатів. З 2002 по 2004 рр. працював директором спільного білорусько-українського підприємства «Гідросила — Біла Русь» (підприємство було закрито), а 2005 року — комерційним директором приватного підприємства в Могильові. 2004 року Кастусьова було зареєстровано як приватного підприємця, підприємницьку діяльність припинив 2008 року. З 2008 року є співробітником ТОВ «СтройАрком» С.-Петербурґ.

## Громадська діяльність
З 1989 року бере активну участь у громадському та політичному житті Білорусі, прихильник, член БНФ.
1993 року його було обрано головою Шкловської районної організації Партії БНФ. З 1996 року став членом Сойму БНФ. З 2002 по 2003 рр. був головою Могильовської обласної організації БНФ. З 2009 р. — заступник Партії БНФ та ГО БНФ «Відродження».
2008 року його було обрано головою Могильовської обласної Коаліції демократичних сил.
Тричі — 1987, 1991 та 1995 рр. — Кастусьова обирали депутатом місцевих рад. 2004 та 2008 рр. на виборах до білоруського парламенту був кандидатом в депутати за Шкловським виборчим округом. Під час президентської кампанії 2006 року був довіреною особою Олександра Мілінкевича. На президентських виборах 2010 року був одним із кандидатів. Вночі з 19 на 20 грудня його разом із деякими іншими кандидатами (Миколаєм Статкевичем, Андрієм Санніковим) було затримано за організацію та участь у акціях протесту проти фальсифікації результатів виборів. Кастусьов став єдиним кандидатом, хто встиг оскаржити результати виборів у ЦВК, оскільки скаргу кандидат повинен подати особисто, чого інші кандидати зробити не могли, перебуваючи в СІЗО.
12 квітня 2021 року був затриманий КДБ Білорусі вдома в Шклові та поміщений в слідчий ізолятор у Мінську. Кастусьова, Олександра Федуту та Юрія Зенковича звинуватили у спробі військового перевороту. 5 вересня 2022 року суд Мінського району засудив Григорія Кастусьова до 10 років позбавлення волі.
У грудні 2021 року «Весна» визнала Кастусьова політичним ув'язненим.
3 липня 2024 року Кастусьов вийшов на волю.